# 暗黑地牢
《暗黑地牢》是由Red Hook Studios开发和发行的電子角色扮演遊戲。该游戏于2016年1月登陸Microsoft Windows和OS X，開發商於當年晚些时候发布了PlayStation 4 、 PlayStation Vita和Linux版本，2017年发布了IOS版本，2018 年发布了Nintendo Switch和Xbox One版本。

## 外部鏈接
- 官方网站